# Harley-Davidson: Road Trip
Harley-Davidson: Road Trip es un videojuego de carreras de motocicletas desarrollado por N-Fusion Interactive y publicado por Destineer Games para Wii. Fue lanzado el 28 de junio de 2010.

## Jugabilidad
La jugabilidad consiste en conducir una motocicleta con desafíos como conducir en formación. El modo "Free Ride" consiste en circular por una carretera.
También cuenta con niveles "fotográficos" que consisten en un recorrido sobre rieles por diferentes lugares donde se tienen que encontrar objetos ocultos.